# جيس كويزومي
جيس كويزومي (بالإنجليزية: Jess Koizumi)‏ هي لاعبة هوكي الجليد أمريكية، ولدت في 15 أبريل 1985 في هونولولو في الولايات المتحدة.

## وصلات خارجية
- جيس كويزومي على موقع EliteProspects.com (الإنجليزية)
- جيس كويزومي على موقع Eurohockey.com (الإنجليزية)
- جيس كويزومي على موقع HockeyDB.com (الإنجليزية)